# Полк (округ, Айова)
Шаблон:StateAbbr_ 41°41′06″ пн. ш. 93°34′13″ зх. д. / 41.685° пн. ш. 93.570277777778° зх. д.
Округ  Полк (англ. Polk County) — округ (графство) у штаті  Айова, США. Ідентифікатор округу 19153.

## Історія
Округ утворений 1846 року.

## Демографія
За даними перепису 
2000 року 
загальне населення округу становило 374601 осіб, зокрема міського населення було 352640, а сільського — 21961.
Серед мешканців округу чоловіків було 181739, а жінок — 192862. В окрузі було 149112 домогосподарства, 96601 родин, які мешкали в 156447 будинках.
Середній розмір родини становив 3,04.
Віковий розподіл населення поданий у таблиці:
| Стать    | До 15 років | 15-21 | 22-29 | 30-39 | 40-49 | 50-65 | 65-85 | Понад 85 |
| -------- | ----------- | ----- | ----- | ----- | ----- | ----- | ----- | -------- |
| Чоловіки | 41638       | 17401 | 21762 | 30745 | 28024 | 25681 | 15118 | 1370     |
| Жінки    | 39472       | 17532 | 22988 | 30648 | 29073 | 27885 | 21079 | 4185     |

## Суміжні округи
- Сторі — північ
- Джеспер — схід
- Меріон — південний схід
- Воррен — південь
- Медісон — південний захід
- Даллас — захід
- Бун — північний захід

## Виноски
1. ↑  U.S. Decennial Census. US Census Bureau. Процитовано 20 липня 2014.
2. ↑  Historical Census Browser. University of Virginia Library. Архів оригіналу за 11 серпня 2012. Процитовано 20 липня 2014.
3. ↑  Population of Counties by Decennial Census: 1900 to 1990. US Census Bureau. Процитовано 20 липня 2014.
4. ↑  Census 2000 PHC-T-4. Ranking Tables for Counties: 1990 and 2000 (PDF). US Census Bureau. Процитовано 20 липня 2014.
5. ↑  State & County QuickFacts. United States Census Bureau. Архів оригіналу за 29 липня 2011. Процитовано 20 липня 2014.(англ.) Наведено за англійською вікіпедією.
6. ↑  American FactFinder. Бюро перепису населення США. Архів оригіналу за 26 лютого 2012. Процитовано 31 січня 2008.

| США | Це незавершена стаття з географії США. Ви можете допомогти проєкту, виправивши або дописавши її. |